# Певец Варшавы
«Певец Варшавы» (пол. Pieśniarz Warszawy) — польский чёрно-белый художественный музыкальный фильм, комедия 1934 года режиссёра Михала Вашиньского.

## Сюжет
Главный герой фильма — Юлиан ведёт беззаботную жизнь. Семья советует ему найти достойную работу, но он становится уличным певцом.
Встреча и знакомство с продавщицей сигарет Зосей, перерастает во взаимную симпатию, а затем и любовь. Дядя Юлека, узнав о мезальянсе, пытается уговорить племянника бросить Зосю и нанимает частного детектива. Тот, в свою очередь, прибегает к услугам знакомой актрисы ревю, интриги которой приводят к разрыву Юлека с Зосей.
Однако, видя отчаяние племянника и чувствуя себя виноватым, дядя решается помочь молодым в их счастье и всё исправить, в результате сам вступает в брак с актрисой, в общему огорчению семьи. А Юлек ведёт Зосю под венец.

## Роли исполняют
- Евгениуш Бодо — Юлиан Пагурский,
- Мария Горчиньская — актриса ревю,
- Барбара Гилевская — Зося,
- Михал Знич — Эустахы, дядя Юлиана,
- Станислав Лапиньский — детектив,
- Владислав Вальтер — Антось,
- Виктор Беганьский — Лоло, приятель Юлиана и др.